# Sigismund Toduță
Sigismund Toduță (Simeria, comtat de Hunedoara, Romania, 17 de maig, 1908 - Cluj-Napoca, 3 de juliol, 1991), va ser un compositor, musicòleg, professor, membre corresponent (març de 1991) de l'Acadèmia Romanesa. Els instituts de música de Cluj i Deva porten el seu nom.

## Biografia
Va completar els seus estudis superiors al Conservatori de Música i Art Dramàtic de Cluj (1926-1930, secció de pedagogia; 1926-1932, secció de piano; 1930-1936, secció de composició), on va tenir entre els seus professors a Ecaterina Fotino-Negru (piano). i Marțian Negrea (composició). Va estudiar a Itàlia, a Roma, a l'Acadèmia Santa Cecilia (1936-1938) -amb Ildebrando Pizzetti (composició) i Alfredo Casella (piano)- i, paral·lelament, al "Pontificio Istituto di Musica Sacra" (1936-1938), per a música sacra, composició religiosa i orgue. Va ser professor de música a l'institut "Sfântul Vasile de Blaj" (1932-1943), després tutor adjunt al Conservatori de Música i Art Dramàtic de Cluj-Timișoara (1943-1944, durant la rendició de Transsilvània). De 1945 a 1949 va ser secretari artístic de la Filharmònica "Ardealul" de Cluj. A partir de 1947, va ser professor de teoria-solfeig-dictat, harmonia, contrapunt, fuga, formes i composició al "G. Dima" de Cluj (fins al 1973), també va ocupar el càrrec de rector del 1962 al 1965 i del 1973 al 1991 va treballar com a professor-assessor. Entre 1971 i 1974 va dirigir la Filharmònica Estatal de Cluj.
Va obtenir el títol de doctor en musicologia (Roma, 1938) al Pontifici Institut de Música Sacra, amb l'assignatura "Transcripció i comentari d'obres desconegudes de la seva joventut, signada per G. Fr. Anerio". Sent el primer romanès amb aquest títol acadèmic, se li va confiar, a partir de l'any 1968 -per primera vegada a Romania- la direcció científica del doctorat en cinc camps de la música. Va ser membre de l'Acadèmia de Ciències Socials i Polítiques (des de 1970) i membre corresponent de l'Acadèmia Romanesa (des del març de 1991).
La seva activitat creativa ha estat recompensada amb nombrosos premis (vegeu més avall).
En els tres períodes de la creació de Sigismund Toduță, es poden distingir les tendències d'aproximació i fusió de les entonacions religioses gregorianes i romanes d'Orient amb les entonacions folklòriques romaneses i la seva aplicació al tronc de les grans formes de la música europea. Són presents elements d'orientació neorrenaixentista i neobarroca (en el primer període de creació); durant l'últim període és característic l'orientació cap a l'heterofonia i un modalisme intensament cromàtic. Es nota un estil elaborat, de caràcter simfònic, i la tendència a l'articulació polifònica. Sigismund Toduță té una òbvia inclinació pel conreu de grans formes, sense excloure les miniatures instrumentals, vocals o corals.
És el primer compositor romanès que, després de George Enescu i Paul Constantinescu, assoleix un autèntic estil personal.

## Creació musicològica
Les formes musicals del Barroc a les obres de J. S. Bach. Bucarest, Editorial Musical. Vol. I: Petita forma mono- bi- i tristròfica,' 1969. Vol. II: 15 Invents per a dues veus. 15 Invencions per a tres veus. En col·laboració amb Hans Peter Türk. 1973. Vol. III. La variació. El Rondo. En col·laboració amb Vasile Herman. 1978.

## Ordres i distincions
- 2n premi de composició "George Enescu" (1940)
- el premi "Robert Cremer" (1943)
- Premi estatal (1953, 1955)
- Màster emèrit en art (1957)
- Ordinul Muncii classe II (1964)[1]
- el premi "George Enescu" de l'Acadèmia Romanesa (1974)
- premi atorgat per la Unió de Compositors (1973, 1976, 1978 i 1983)

## Notorietat
El llegat de l'artista el conserva la Fundació "Sigismund Toduță" de Cluj-Napoca. Organitza, juntament amb la "Gheorghe Dima Music Academy," el Festival Internacional "Sigismund Toduță", iniciat el 2013.
El nom del compositor rep el nom d'alguns carrers i institucions, com ara:
- Escola Secundària de Música Sigismund Toduță de Cluj-Napoca
- Escola secundària de música i belles arts "Sigismund Toduță" de Deva
- el carrer on vivia el músic, a Cluj-Napoca.

Un bust del compositor es troba al parc central de Cluj-Napoca.
El centenari del naixement del músic (2008) va ser homenatjat a la Universitat d'Oldenburg mitjançant un simposi dedicat a Toduță i l'escola de composició de Cluj